# Zsófia Fegyverneky
Zsófia Fegyverneky (* 29. September 1984 in Pécs, Ungarn) ist eine ungarische Basketballspielerin. Sie spielt zu Beginn ihrer Karriere bei MiZo Pécs 2010. Aus der Jugendmannschaft wechselte sie im Jahr 2003/2004 in die 1. Mannschaft und wurde später ungarische Nationalspielerin.

## Erfolge
- EuroLiga III. Platz
- 2× Ungarische Meisterin
- Jugend-EM 4. Platz